# Han gav sig aldrig
Han gav sig aldrig (engelska: Reach for the Sky) är en brittisk-fransk-spansk biografisk film från 1956 i regi av Lewis Gilbert.
Filmen baseras på Paul Brickhills biografi om den brittiske stridspiloten Douglas Bader.

## Utmärkelser
Filmen vann BAFTA Award för bästa film 1957.

## Rollista i urval
- Kenneth More - Douglas Bader
- Muriel Pavlow - Thelma Bader
- Lyndon Brook - Johnny Sanderson
- Lee Patterson - Stan Turner
- Alexander Knox - Mr. Joyce
- Dorothy Alison - syster Brace
- Sydney Tafler - Robert Desoutter
- Howard Marion-Crawford - "Woody" Woodhall
- Jack Watling - Peel
- Nigel Green - Streetfield
- Charles Carson - Sir Hugh Dowding, flyggeneral
- Ronald Adam - generalmajor Trafford Leigh-Mallory
- Ernest Clark - kommendörkapten Beiseigel
- Walter Hudd - generalmajor Halahan
- Philip Stainton - poliskonstapel
- Eddie Byrne - sergeant Mills
- Avice Landone - Douglas Baders mor
- Eric Pohlmann - adjutant i fånglägret
- Michael Gough - Pearson, flyginstruktör
- Harry Locke - Bates
- Sam Kydd - fanjunkare Blake